# Джамуна
Джаму́на (бенг. যমুনা) — одна из главных рек Бангладеш, главный рукав реки Брахмапутра в районе устья.
Длина реки составляет 205 км. Средний расход воды в сезон дождей 40 000 м³/с.
Джамуна начинается около Бахадурабада (подокруг Девангандж), течёт на юг, сливаясь с рекой Падма в дельте Ганга.
С 1998 года реку пересекает Джамунский мост (решение о строительстве которого было принято в 1966), связывающей столицу Дакку с северо-восточными частями Бангладеш.